# Tidevand (dokumentarfilm fra 1986)
|  | Denne artikel er oprettet af botten Steenthbot ud fra en ekstern database. Den kan derfor have sproglige fejl eller mangler. Denne skabelon kan fjernes efter kontrol af indholdet. |

Tidevand er en dansk dokumentarfilm fra 1986 instrueret af Peter Klitgaard.

## Handling
Filmen er optaget ved den franske nordkyst i Bretagne. Her kan forskellen på lavvande og højvande være over 14 meter. Ved hjælp af tegnefilm forklares tidevandsfænomenet, men filmen fortæller også, hvordan de daglige skift styrer befolkningens indsamling af muslinger og østers.